# لوران مووینیه
لوران مووینیه (به فرانسوی: Laurent Mauvignier) نویسنده قرن بیستم میلادی اهل فرانسه است.